# کرگ تامسون
کرگ تامسون (به انگلیسی: Craig Thomson) (زاده ۲۰ ژوئن ۱۹۷۲) داور اهل فوتبال اسکاتلند است.
وی از سال ۲۰۰۲ میلادی در لیگ برتر فوتبال اسکاتلند قضاوت کرده و در سال ۲۰۰۳ وارد لیست داوران فیفا شده‌است، اولین قضاوت بین‌المللی وی دیدار تیم ملی فوتبال ایرلند شمالی و تیم ملی فوتبال نروژ در تاریخ ۱۸ فوریه ۲۰۰۴ میلادی در ورزشگاه ویندسور پارک شهر بلفاست بوده‌است.
تامسون برای قضاوت در جام ملت‌های اروپا ۲۰۱۲ انتخاب شده‌است.